# Otmica Sabinjanki
Otmica Sabinjanki je događaj iz rane povijesti Rimskog kraljevstva.

## Otmica Sabinjanki

### Pozadina
Nakon što je utemeljio Rim, Romul je pružio utočište bjeguncima kako bi se u gradu povećao broj stanovnika. Međutim, u gradu nije bilo dovoljno žena te se nije mogla osigurati njegova budućnost. Zato je Romul pozvao okolna plemena, među kojima su najistaknutiji bili Sabinjani, na veliku godišnju svetkovinu u čast boga Neptuna. 

### Otmica
Na toj svečanosti Rimljani počmu otimati djevojke, a ostali Sabinjani ljutiti pobjegnu. Romul je djevojkama obećao da će biti poštovane od svojih muževa i imati sva prava gradske zajednice te su Sabinjanke tako prihvatile svoje muževe. 

### Posljedice
Nakon otmice, kralj Sabinjana Tit Tacije, uz pomoć Tarpeje, Rimljanke koja je bila kćer komandanta rimske utvrde, na prijevaru uđe u Rim. Kad je započela borba Sabinjana i Rimljana, Sabinjanke su se bacile između dvije vojske moleći svoje očeve i braću da se prestanu boriti protiv njihovih muževa. Nakon toga su Rimljani i Sabinjani sklopili mir i ujedinili se pod jednu vlast s Rimom kao sjedištem.